# DR Congo fodboldlandshold
DR Congos fodboldlandshold repræsenterer DR Congo i fodboldturneringer og kontrolleres af DR Congos fodboldforbund.